# Port lotniczy La Gomera
Port lotniczy La Gomera – port lotniczy położony 34 km na południowy zachód od San Sebastián de la Gomera, na wyspie La Gomera. Jest jednym z najmniejszych portów lotniczych na Wyspach Kanaryjskich. W 2006 obsłużył 38 846 pasażerów.

## Linie lotnicze i połączenia
| Linia Lotnicza  | Kierunek                           |
| --------------- | ---------------------------------- |
| Binter Canarias | 1. Gran Canaria 2. Teneryfa-Północ |